# Борохов (село)
Бо́рохов (укр. Борохів) — село в Подгайцевской сельской общине Луцкого района Волынской области Украины.
До 2020 года входило в Киверцовский район.
Код КОАТУУ — 0721880801. Население по переписи 2001 года составляет 1054 человека. Почтовый индекс — 45245. Телефонный код — 3365. Занимает площадь 3,693 км².